# Charles Villiers Stanford
Charles Villiers Stanford (Dublín, 30 de setembre de 1852 – Londres, 29 de març de 1924) va ser un compositor, professor de música i director d'orquestra irlandès que va viure la major part de la seva vida a Anglaterra. Nascut a Dublin, va ser educat a la Universitat de Cambridge abans de continuar els estudis a Leipzig, amb el mestre Reinecke, i a Berlín amb Kiel.
Va ser nomenat organista del Trinity College de la Universitat de Cambridge mentre encara era un estudiant i, amb només 29 anys, va ser un dels professors fundadors del Royal College of Music, on va ensenyar composició durant la resta de la seva vida. Des de 1887 va ser també professor de música a Cambridge, com a successor de Mac-Farren i on tingué com a organista auxiliar a T. Tertius Noble.
Com a professor, va destacar especialment pel seu escepticisme sobre els conceptes modernistes i va centrar la seva visió en els principis clàssics mentre que, com a director d'orquestra, destaquen els seus treballs amb la Coral Bach de Londres, de la qual va ser director des de l'any 1885, i amb el Festival de Música triennal i la Societat Filharmònica de Leeds, però és sobretot a la seva faceta de compositor on podríem dir que va destacar més, tant per la quantitat com per la qualitat de les seves obres.
Stanford va compondre una gran quantitat d'obres, incloent set simfonies, nou òperes i alguns concerts, però les seves peces més celebrades són les obres corals d'església, principalment compostes en la tradició anglicana. De fet, Stanford es considera, juntament amb Hubert Parry i Alexander Mackenzie, un dels principals responsables del renaixement de la música a les Illes Britàniques encara que, tot i el seu èxit notable com a compositor, la seva popularitat va ser eclipsada per la d'Edward Elgar i, també, per altres compositors que havien estat alumnes seus, com ara Gustav Holst o Vaugham Williams.

## Biografia

### Etapa formativa

#### Els primers anys (1852-1870)
Els seus pares estaven clarament vinculats al món del dret i la justícia, ja que el seu pare era un prominent advocat de Dublín, examinador del Tribunal de la Cancelleria a Irlanda i secretari de la Corona del Comtat de Meath i la seva mare era filla de William Henn, mestre del Tribunal Superior de la Cancelleria d'Irlanda, i neta del jutge William Henn, però tots dos tenien una marcada vocació musical i, de fet, exercien com a músics amateurs, amb una certa trajectòria. Aquesta dualitat va propiciar el fet que Charles Villiers Stanford rebés, per una banda, una educació convencional (que va ser molt focalitzada a l'ensenyament dels estudis clàssics), alhora que una clara empenta per encoratjar el seu talent musical.
D'aquesta manera, els seus pares van impulsar el fet que, a més de rebre una educació convencional, en una escola privada a Dublín dirigida per Henry Tilney Bassett i amb professors com Richard Michael Levey i, el jove Stanford gaudís d'una molt bona formació musical de base mitjançant una successió de professors de violí, piano, òrgan i composició, incloent la seva padrina: Elizabeth Meeke, de qui Stanford va recordar: «Em va ensenyar, abans dels dotze anys, a llegir a vista ... Em va fer tocar cada dia, al final de la meva lliçó, una Mazurka de Chopin: no permetent-me parar si m’equivocava... Quan ja vaig tocar totes les cinquanta-dues Mazurkas, vaig poder llegir la major part de la música que els meus dits podien arribar a tocar amb facilitat». De fet, quan només tenia set anys, Stanford va donar el seu primer recital de piano per a un públic convidat, interpretant obres de Beethoven, Handel, Mendelssohn, Moscheles, Mozart i Bach, i quan tenia vuit anys va escriure una marxa en D♭ major, que es va representar al Royal Theater de Dublín, només tres anys més tard.
A la dècada de 1860, aprofitant la situació que Dublín va rebre successives visites d'estrelles internacionals, Stanford va poder escoltar artistes famosos com Joseph Joachim, Henri Vieuxtemps i Adelina Patti. La visita anual de l'Italian Opera Company de Londres, dirigida per Giulia Grisi, Giovanni Matteo Mario i més tard Thérèse Tietjens, va donar a Stanford un gust per l'òpera que va romandre amb ell tota la seva vida.
Quan tenia deu anys, els seus pares el van portar a l'estiu a Londres, on es va quedar amb l'oncle de la seva mare a Mayfair. Allà va rebre classes de composició del compositor i professor Arthur O'Leary, i lliçons de piano d'Ernst Pauer, professor de piano a la Royal Academy of Music (RAM). En tornar a Dublín, la seva padrina va partir d'Irlanda, però ell va continuar prenent lliçons de música de la mà de Henrietta Flynn i més tard de Robert Stewart, organista de la Catedral de St Patrick, i de Michael Quarry. Durant la seva segona estança a Londres, dos anys més tard, va conèixer el compositor Arthur Sullivan i l'administrador i escriptor musical George Grove, que van esdevenir cabdals a la seva carrera.
De fet, John Stanford esperava que el seu fill el seguís la professió d'advocat però, la dualitat vocacional a la que hem fet referencia va propiciar que acceptés la seva decisió de perseguir la música com una carrera però, no obstant això, va estipular que Stanford hauria de tenir una educació universitària convencional abans d'anar a completar els seus estudis musicals a l'estranger. Stanford va intentar, sense èxit, obtenir una beca per cursar els seus estudis clàssics al Trinity Hall, Cambridge però, alhora, va obtenir una beca d'òrgan, i posteriorment una beca per fer el seus estudis clàssics al Queens's College. El cert és que, en el moment en què finalment va poder anar a estudiar a Cambridge, l'any 1870, ja havia escrit diverses composicions, incloent música vocal, sagrada i secular i obres orquestrals (un rondo per a violoncel i orquestra, i una obertura de concert).

#### Cambridge (1870-1874)
Amb aquesta trajectòria prèvia, només arribar a Cambridge, Stanford es va submergir en la vida musical de la universitat en detriment dels seus estudis de llatí i grec. El novembre de 1870 va aparèixer com a pianista amb la Cambridge University Musical Society (CUMS) i es va convertir en ajudant de direcció coral i membre del comitè, fet que provocà una certa revolució a la societat. Quan es va incorporar el jove Stanford, la CUMS havia anat minvant en importància des de la seva fundació el 1843, ja que el seu cor consistia únicament en homes i nois, i la manca de dones cantants limitava les obres que la societat podria oferir. Davant la impossibilitat inicial de convèncer els seus membres d'admetre dones, l'any 1872 va cofundar un cor mixt: l'Amateur Vocal Guild, que va provocar un autèntic trasbalsament, en posar als cantants del CUMS a l'ombra, ja que la coral mixta tenia un millor equilibri de veus i, amb aquesta perspectiva, els membres del CUMS van decidir fer un canvi d'estratègia i van acordar una fusió dels dos cors, admetent dones com a membres associats de la societat. El director del cor combinat va ser John Larkin Hopkins, l'organista del Trinity College, que un any després va emmalaltir i va deixar la direcció en mans de Stanford, de manera que aquest també va ser nomenat adjunt de Hopkins com a organista i es va traslladar del Queens al Trinity l'abril de 1873.
La malaltia de Hopkins va resultar mortal i, després de la seva mort, les autoritats del Trinity van convidar Stanford a ocupar el càrrec d'organista de la universitat, càrrec que ell va acceptar amb condicions al febrer de l'any 1874 «Charles Villiers Stanford (graduat del Col·legi) serà nomenat organista amb un sou de 100 lliures esterlines durant els pròxims dos anys a més de dret a habitació i residència. En aquest temps li serà permesa l'estada, durant els períodes necessaris, a l'estranger amb l'objectiu d'estudiar música a Alemanya, comprometent-se la universitat a trobar un substitut en la seva absència».
Dos dies després del seu nomenament, Stanford va fer els exàmens finals per al seu grau de clàssica. Es va classificar el 65 de 66, i va obtenir el títol de tercer grau.

#### Leipzig (1874-1876)
Amb la recomanació de Sir William Sterndale Bennett, exprofessor de música de Cambridge i director de la Royal Academy of Music, Stanford es va dirigir a Leipzig l'estiu de 1874 per rebre lliçons de Carl Reinecke, professor de composició i piano del Conservatori de Leipzig. Tot i que en aquells moments la importància de Leipzig com a centre musical de referència havia començat a desaparèixer, Stanford no va considerar seriosament estudiar en cap altre lloc, ja que pensava que ni Dublín ni Londres podien oferir cap formació musical comparable, però la seva experiència inicial no va ser positiva. De fet, en paraules del mateix Stanford «De tots els músics secs que he conegut mai, Reinecke va ser el més dessecat. No tenia una bona paraula per a cap compositor contemporani ... Va detestar Wagner ... va menysprear Brahms i no era entusiasta de ningú».
Durant el seu temps a Leipzig, Stanford va rebre, però, lliçons de piano de Robert Papperitz (1826-1903), l'organista de la Nikolaikirche d'aquesta ciutat, de qui va treure molt més profit fins que, desencantat de la seva experiència, l'any següent va ser recomanat per Joseph Joachim per anar a estudiar a Berlín amb Friedrich Kiel, a qui Stanford va trobar «un mestre alhora simpàtic i capaç ... Vaig aprendre més d'ell en tres mesos, que de tots els altres en tres anys».

### Compositor emergent
A la tornada a Cambridge, després dels seus estudis a Alemanya, Stanford va reprendre el seu treball com a director de la CUMS i, gràcies a la bona feina del que va ser el seu substitut, va trobar la societat preparada per abordar noves obres exigents com ara el Requiem de Brahms, un dels autors que va marcar els seus gustos i predileccions al llarg de tota la seva carrera. Durant el mateix període, però, Stanford es va fer conegut com a compositor, treballant en moltíssimes obres, encara que posteriorment va retirar algunes de les seves composicions d'aquests anys. El 1875, la seva primera simfonia va guanyar el segon premi en una competició, celebrada a l'Alexandra Palace, per simfonies de compositors britànics tot i que va haver d'esperar dos anys més per escoltar el treball realitzat, i el mateix any, va dirigir a la CUMS la primera interpretació de la seva oratòria La resurrecció. A petició d'Alfred Tennyson, va escriure la banda sonora per a l'obra de teatre Queen Mary, del mateix Tennyson, interpretada al Lyceum Theatre de Londres l'abril de 1876.
Al període 1878 - 1879 Stanford va treballar en la que seria la seva primera òpera, The Veiled Prophet, amb un llibret del seu amic William Barclay Squire basat en un poema de Thomas Moore, que va ser estrenat al Königliches Schauspiel d'Hannover el 1881, sota la batuta del seu amic i director d'orquestra Ernst Frank. L'obra va rebre crítiques molt diverses i va haver d'esperar fins a 1893 per a ser estrenada en anglès però, no obstant això, Stanford va seguir buscant l'èxit operístic durant tota la seva carrera.
A principis de la dècada de 1880, Stanford es va convertir en una figura important en l'escena musical britànica, compartint èxits amb personatges com Arthur Sullivan, Frederic Hymen Cowen, Hubert Parry o Alexander Mackenzie, si bé Sullivan va ser considerat en cercles musicals d'alt nivell més un compositor còmic, en comptes de compositor de grans òperes, i Cowen era considerat més com a director que com a compositor. D'altra banda, Stanford va continuar elevant el nivell professional de la CUMS, alhora que el seu, assegurant aparicions de destacats músics internacionals com Joseph Joachim, Hans Richter, Alfredo Piatti i Edward Dannreuther. La societat va atreure més atenció a l'estrena d'obres del mateix Stanford, però també de Cowen, Parry o Mackenzie.
En la primera meitat de la dècada de 1880, Stanford va col·laborar amb l'autor Gilbert Arthur à Beckett en dues òperes, Savonarola i The Canterbury Pilgrims. El primer dels treballs va ser ben rebut en la seva estrena a Hamburg, l'abril de 1884, però va rebre una crítica dolenta quan es va presentar a Covent Garden el juliol del mateix any, mentre que la segona s'havia estrenat a Londres tres mesos abans que Savonarola es presentés a Covent Garden, amb una millor recepció que l'anterior, encara que els comentaris van assenyalar la manca d'emoció en la música, però de forma paral·lela a les seves crítiques en la composició operística, Stanford continuava impressionant en la seva qualitat d'organista del Trinity, elevant els estàndards musicals i component el que el seu biògraf Jeremy Dibble anomena "una música d'església altament distintiva", incloent-hi obres com un Servei Religiós en B ♭ (1879), l'himne El Senyor és el meu pastor (1886) i el motet Justorum animae (1888).

### Professor
El 1883, Charles Villiers Stanford conjuntament amb el violinista Henry Holmes van esdevenir peces clau en la creació del Royal College of Music (RCM), que va ser impulsada per George Grove davant la seva percepció que la National Training School for Music (NTSM), posteriorment absorbida pel mateix Royal College, i la Royal Academy of Music no estaven fent prou per proporcionar una formació musical adequada per als músics d'orquestra professionals. En un estudi sobre la fundació del col·legi, David Wright assenyala que Stanford tenia dos motius principals per donar suport a aquest objectiu: la seva creença que una orquestra universitària era essencial per donar als estudiants de composició la possibilitat d'experimentar el so de la seva música i el greu contrast, des del seu punt de vista, entre la competència de les orquestres alemanyes i l'acompliment dels seus homòlegs britànics i, per això va acceptar l'oferta de Grove per actuar com a professor de composició i (amb Holmes) director de l'orquestra universitària.
A partir d'aquest moment, Charles Villiers Stanford va desenvolupar aquesta faceta la resta de la seva vida, deixant alumnes del nivell de William Hurlstone, Fritz Hart, Gustav Holst, Ralph Vaughan Williams, John Ireland, Rebecca Clarke, Frank Bridge o Mary Wurm. Tot i això, Stanford mai va ser un professor fàcil de tractar: va insistir en ensenyaments individuals i va treballar amb els seus alumnes amb mà de ferro, destacant per la seva combativitat en front de la "vulgaritat", però també per una dosi important de "conservadorisme" i molts dels seus alumnes, un cop emancipats i establerts com a compositors, el cert és que es van allunyar dels seus preceptes clàssics i “brahmsians” de la mateixa manera que ell s'havia rebel·lat contra el conservadorisme de Reinecke. Les obres d'alguns dels alumnes de Stanford, inclosos Holst i Vaughan Williams, de fet, van tenir una rellevància com mai van arribar a tenir les del propi Stanford, de manera que durant molts anys aquest va ser recordat sobretot com a professor en detriment de les seves altres facetes, encara que entre els seus èxits a la RCM van haver-hi coses força rellevants com l'establiment d'una classe d'òpera, amb almenys una producció operística cada any, de manera que entre el 1885 i el 1915 hi va haver 32 produccions, totes elles dirigides pel mateix Stanford.
L'any 1887 Stanford va ser nomenat professor de música a Cambridge, succeint a Sir George Macfarren, que va morir a l'octubre d'aquell any i, un cop més, la seva arribada va suposar una certa revolució: fins a aquell moment, la universitat havia concedit títols de música a candidats que no havien estat estudiants a Cambridge, amb l'únic requeriment de passar els exàmens musicals corresponents... però Stanford estava decidit a posar fi a aquesta pràctica i, després de sis anys, va convèncer a les autoritats universitàries perquè l'estudi de tres anys a Cambridge es convertís en un requisit previ per tal de poder accedir als exàmens del grau en música.
Durant aquesta època Stanford va rebre diversos premis honorífics, incloent-hi el doctorat honorari per la Universitat d'Oxford l'any 1883, per la Universitat de Cambridge l'any 1888.

### Director i compositor. La maduresa de Stanford
Durant les últimes dècades del segle xix, els deures acadèmics de Stanford no li van impedir compondre, dirigir i/o interpretar. Va ser nomenat director d'orquestra del Bach Choir de Londres l'any 1885, succeint al seu director fundador Otto Goldschmidt, on va ocupar el càrrec fins a l'any 1902. Hans von Bülow va dirigir l'estrena alemanya de la simfonia nº 3 o Simfònia Irlandesa de Stanford a Hamburg, el gener de 1888, i va quedar prou impressionat pel treball per programar-ho a Berlín poc després. Richter la va dirigir a Viena, i Mahler la va dur a terme a Nova York. Per al Theatre Royal de Cambridge, Stanford va compondre música per a les produccions de Aeschylus's The Eumenides (1885), i Sophocles' Oedipus Tyrannos (1887). The Times va dir sobre el primer: "La música del senyor Stanford és dramàticament significativa, a més de bella en si mateixa. A més, aquesta qualitat és tan escassa entre els compositors moderns". En ambdues obres, Stanford va utilitzar leitmotiv, a la manera de Wagner, per assenyalar diversos personatges, i fins i tot el diari The Times va assenyalar a les seves crítiques el caràcter wagnerià del preludi a Oedipus.
A la dècada dels 1890, Bernard Shaw escrivint sota el pseudònim de Corno di Bassetto, crític musical de The World, va expressar sentiments trobats sobre Stanford, destacant de vegades el seu caràcter desinhibit o la seva capacitat per produir melodies espirituoses, alhora que menyspreant la "solemne música coral victoriana" d'aquest compositor. D'altra banda, ell serà el primer a incloure'l juntament amb Parry i Mackenzie com els que, posteriorment Fuller Maitland va anomenar els principals líders d'un renaixement musical anglès (encara que ni Stanford ni Mackenzie fossin anglesos).
Stanford va tornar a l'òpera el 1893, amb una versió àmpliament revisada i escurçada de The Veiled Prophet. Es va estrenar al Regne Unit al Covent Garden al juliol. El seu amic Fuller Maitland era en aquest moment el principal crític musical de The Times, i la crítica de l'òpera va ser laudatòria. Segons Fuller Maitland, The Veiled Prophet era la millor novetat d'una temporada d'òpera que també havia inclòs Pagliacci de Leoncavallo, Djamileh de Bizet i Rantzau de Mascagni. La següent òpera de Stanford va ser Shamus O'Brien (1896), una òpera còmica sobre un llibret de George H. Jessop. El director d'orquestra va ser el jove Henry Wood, l'òpera va ser tot un èxit, va tenir 82 representacions consecutives i va ser traduïda a l'alemany per Breslau l'any 1907.
L'any 1898 Sullivan va renunciar com a director del Festival de Música Triennal de Leeds i, encara que el treball de Stanford com a director d'orquestra tenia valoracions força diverses i divergents, el fet d'haver asumit la direcció de la Societat Filharmònica de Leeds l'any anterior va propiciar que aquest últim fos nomenat el seu substitut, mantenint-se al càrrec fins a l'any 1910. Entre les seves composicions per al festival es poden destacar Songs of the Sea (1904), Stabat Mater (1907) i Songs of the Fleet (1910) i, com a director, va estrenar treballs d'altres compositors com ara Parry, Mackenzie i Vaughan Williams.
El 1901, Stanford va tornar una vegada més a l'òpera, amb Much Ado About Nothing, amb un llibret de Julian Sturgis que era excepcionalment fidel a l'original de Shakespeare, però malgrat les bones crítiques a la primera dècada del segle XX el cert és que la seva música es va veure eclipsada per la d'un jove compositor emergent: Edward Elgar. El cert és que Stanford va donar suport al seu col·lega més jove, va dirigir la seva música i el va proposar per un doctorat a Cambridge i per ser membre de l'exclusiu club de Londres, l'Ateneu, però es va mostrar molest quan l'èxit d'Elgar a casa i a l'estranger va eclipsar el seu. Malgrat que estava molest per aquesta situació, Stanford va continuar component fins l'esclat de la Primera Guerra Mundial l'any 1914, i entre les seves noves obres podem trobar un concert de violí (1901), un concert de clarinet (1902), una sisena i una setena (i última) sinfonía (1906 i 1911), i el seu segon concert per a piano (1911), alhora que durant aquesta època va rebre la màxima distinció del Regne Unit en ser anomenat Sir, o cavaller de l'imperi britànic l'any 1902, un altre doctorat honorific -en aquest cas per la Universitat de Leeds- l'any 1904, i va ser escollit com a membre de l'Acadèmia Prussiana de les Arts, a Berlín.
L'any 1916 va escriure la seva penúltima òpera, The Critic, música per a la comèdia de Sheridan amb el mateix nom, amb el text original que va quedar gairebé intacte pel llibretista, Lewis Cairns James, que va ser molt ben rebut en l'estrena al Shaftesbury Theatre de Londres i va ser dirigida posteriorment per Beecham, qui la va presentar a Manchester i Londres.

### Els últims anys
La Primera Guerra Mundial va tenir un efecte sever sobre Stanford. Estava espantat per les incursions aèries, i va haver de passar de Londres a Windsor per evitar-les i molts dels seus antics alumnes van ser víctimes en aquesta lluita. D'altra banda, la producció anual de la RCM, que Stanford havia supervisat i dirigit cada any des de 1885 es va haver de cancel·lar i els seus ingressos es van reduir, ja que la caiguda del nombre d'estudiants del col·legi va reduir la demanda dels seus serveis. Després d'un greu desacord a finals de 1916, la seva relació amb Parry, qui va ser nomenat director de la institució quan es va retirar Grove, es va deteriorar fins al punt d'hostilitat encara que a la mort de Parry, dos anys més tard, Stanford va pressionar amb èxit perquè fos enterrat a la catedral de St Paul.
Després de la guerra, Stanford va lliurar gran part de la direcció de l'orquestra de RCM a Adrian Boult, però va continuar ensenyant a la universitat, on entre d'altres alumnes tingué a Ernest John Moeran, i va donar, ocasionalment, conferències públiques, incloent algunes força controvertides en les que va ser manifestament hostíl a la majoria dels músics de la generació posterior a la seva. La seva última aparició pública va ser el 5 de març de 1921, dirigint Frederick Ranalow i la Royal Choral Society en la seva nova cantata, At the Abbey Gate, que va rebre crítiques amables però poc entusiastes. El mateix any, però va rebre l'últim doctorat honoris causa, en aquest cas, pel Trinity College de Dublin.
El setembre del 1922, Stanford va completar The Sixth Irish Rhapsody, el seu treball final, ja que la seva salut poc després de complir els 70 anys es va anar deteriorant, fins que el 17 de març de 1924 va patir un accident cerebrovascular, i dos dies més tard va morir a casa seva a Londres. Va ser incinerat al Golders Green Crematorium el 2 d'abril i les seves cendres van ser enterrades a l'Abadia de Westminster l'endemà. L'orquestra del Royal College of Music, dirigida per Boult, va tocar la música de Stanford i va finalitzar el servei amb una marxa funerària que havia escrit per a Becket de Tennyson en 1893.

## La seva obra
Stanford va compondre més de 200 obres, incloent set simfonies, més de 40 obres corals, nou òperes, 13 concerts i més de 30 obres de cambra, així com cançons, peces de piano, música de banda sonora per a teatre i obres d'òrgan, però l'autor va ser força crític amb la seva primera etapa compositiva, fins al punt que va suprimir voluntàriament del seu catàleg la majoria de les seves primeres composicions, encara que posteriorment s'han reincorporat a la seva producció com a compositor.
Tot i la seva mestria compositiva, elogiada per molts dels seus alumnes, el cert és que després de la mort de Stanford la major part de la seva música es va oblidar ràpidament i, de fet, encara avui dia es tracta d'un autor escassament interpretat a excepció dels seus treballs corals per a fins eclesiàstics. En aquest sentit, obres com el seu Stabat Mater o el Requiem ocupen un lloc ben destacat pel que fa al repertori coral, i algunes altres obres com els seus conjunts de cançons marineres o la cançó The Blue Bird encara es representaven de tant en tant durant els primers anys però, fins i tot la seva òpera més popular, Shamus O'Brien, va quedar relegada a l'oblit perquè semblava "antiquada". Tot i això, es tracta d'una figura que s'està recuperant i revaloritzant els últims anys arran de la publicació discogràfica d'alguns dels seus treballs, especialment pel que fa als concerts, simfonies o a la seva música de cambra.

### Obres orquestrals
El comentarista Richard Whitehouse escriu que les set simfonies de Stanford encarnen tant els punts forts com les limitacions de la seva música mostrant "un gran rigor compositiu i, tot i semblar que es manté dins l'àmbit estilístic de Mendelssohn, Schumann i Brahms, amb una construcció força convencional, destaca per un enfocament subtil a les formes i la utilització d'una sèrie de recursos que fan que valgui la pena explorar aquestes obres.
Les primeres dues simfonies de Stanford van ser excloses del seu catàleg d'obres, i la tercera Simfonia en F minor, coneguda com a Irlandesa, va ser la més popular de totes les simfonies de Stanford durant la seva vida. En aquesta obra, com en moltes altres, Stanford va incorporar melodies populars irlandeses originals, ja que l'autor sentia un gran respecte per les cançons populars, al igual que Parry i Mackenzie.
De les altres obres orquestrals de Stanford, potser el més destacat serien les seves sis rapsòdies irlandeses, la primera d'elles composta l'any 1901 i l'última l'any anterior a la seva mort.

#### Simfonies
- Núm. 1 in B flat major
- Núm. 2 in D minor, "Elegiac"
- Núm. 3 in F minor, "Irish", Op. 28
- Núm. 4 in F major, Op. 31
- Núm. 5 in D major, "L'Allegro ed il Pensieroso", Op. 56
- Núm. 6 in E flat major, "In Memoriam G. F. Watts", Op. 94
- Núm. 7 in D minor, Op. 124

#### Concerts
- Piano Concerto in B flat major
- Violin Concerto in D major,
- Cello Concerto in D minor
- Suite in D for violin and orchestra, Op. 32
- Piano Concerto Núm. 1 in G major, Op. 59
- Concert Variations upon an English Theme "Down Among the Dead Men" for piano and orchestra in C minor, Op. 71
- Violin Concerto in D major, Op. 74
- Clarinet Concerto in A minor, Op. 80
- Piano Concerto Núm. 2 in C minor, Op. 126
- Violin Concerto Núm. 2 in G minor, Op.162
- Piano Concerto Núm. 3 in E flat major, Op. 171 (unfinished, orchestrated by Geoffrey Bush)
- Variations for violin and orchestra, Op, 180
- Concert Piece for organ and orchestra, Op. 181

#### Rapsòdies
- Irish Rhapsody for orchestra Núm. 1 in D minor, Op. 78
- Irish Rhapsody for orchestra Núm. 2 in F minor, Op. 84 ("The Lament for the Son of Ossian")
- Irish Rhapsody for cello and orchestra Núm. 3, Op. 137
- Irish Rhapsody for orchestra Núm. 4 in A minor, Op. 141 ("The Fisherman of Loch Neagh and what he saw")
- Irish Rhapsody for orchestra Núm. 5 in G minor, Op. 147
- Irish Rhapsody for violin and orchestra Núm. 6, Op. 191

#### Altres
- Funeral March 'The Martyrdom'
- Oedipus Rex, incidental music, Op. 29

### Òperes
Tot i la seva predilecció per l'òpera des de molt jove i d'haver-ne escrit nou, el cert és que les crítiques de totes elles sempre van ser força controvertides, amb defensors i detractors a parts iguals fins al punt de que, tot i la seva elevada producció, Stanford mai ha estat un referent en aquest gènere.
- Lorenza
- The veiled prophet of Khorassan
- Savonarola
- The Canterbury pilgrims
- Shamus O'Brien
- Christopher Patch. The barber of Bath
- Much ado about nothing
- The critic (an opera rehearsed)
- The travelling companion

### Obres corals
Si una de les seves facetes musicals va romandre rellevant i no es va oblidar després de la seva mort aquesta és, sense cap mena de dubte, la que fa referència als seus treballs eclesiàstics. Hi ha autors, com Nicholas Temperley, que atribueixen a la música de Stanford el fet d'haver recuperat la importància de l'hime als serveis de l'Església anglicana, i alguns dels seus exalumnes, com Vaughan Williams van arribar a classificar el seu Stabat Mater com una obra de "bellesa perdurable".

#### Himnes i motets
- And I saw another Angel (Op. 37, Núm. 1)
- Eternal Father (Op.135)
- For lo, I raise up (Op. 145)
- If thou shalt confess (Op. 37, Núm. 2)
- How beauteous are their feet (published 1923)
- The Lord is my Shepherd (composed 1886)
- Three Latin Motets (Op. 38, 1905)
  - Justorum animae
  - Coelos ascendit hodie
  - Beati quorum via
- Why seek ye the living?
- Engelberg (1904)

#### Serveis
- Morning, Evening, and Communion services:
  - B flat major (Op. 10)
  - A major (Op. 12)
  - F major (Op. 36)
  - G major (Op. 81)
  - C major (Op. 115)
  - Festal Communion Service B flat major (Op. 128) (1910/11)
  - D major for Unison Choir (1923)
- Magnificat and Nunc dimittis settings:
  - E flat major (1873; publ. 1996)
  - F major (Queens' Service) (1872; edited Ralph Woodward and publ. 1995)
  - on the 2nd and 3rd Gregorian Modes (1907)
  - A major (Op. 12)
  - B flat major (Op. 10)
  - C major (Op. 115)
  - G major (Op. 81)

#### Obres per a orquestra i cor
- The Resurrection, for tenor, choir and orchestra
- Elegiac Ode, Op. 21 (1884), words from When Lilacs Last in the Dooryard Bloom'd by Walt Whitman
- The Revenge, a ballad of the fleet, Op. 24
- Mass in G major, Op. 46
- Requiem, Op. 63
- Te Deum, Op. 66 (written for the Leeds Festival)
- Songs of the Sea for solo baritone, choir (mixed or men's voices) ad lib. and orchestra, Op. 91
- Stabat Mater, "Symphonic Cantata" for solo soprano, mezzo-soprano, tenor, bass, choir and orchestra, Op. 96)
- Song to the Soul, for choir and orchestra, Op. 97b
- Songs of the Fleet for solo baritone, SATB and orchestra, Op. 117
- At the Abbey Gate, cantata for solo baritone, SATB and orchestra, Op. 177

#### Obres per a veu solista i cor
- Six Songs (Op. 19)
- 3 Songs to poems (Op. 43)
- A Cycle of (9) Songs from The Princess of Alfred, Lord Tennyson for Quartet of solo voices (SATB) and piano (Op. 68)
- An Irish Idyll in Six Miniatures (Op. 77)
- Songs of Faith Set 1 (Tennyson) (Op. 97, 1-3)
- Songs of Faith Set 2 (Walt Whitman) (Op. 97, 4-6)
- A Sheaf of Songs from Leinster: 6 songs to words by Winifred Mary Letts (Op. 140)
- Crossing the bar Words by Alfred, Lord Tennyson
- La belle dame sans merci, poem by John Keats
- A Corsican Dirge, poem translated from the Corsican by Alma Strettell
- Prospice, poem by Robert Browning
- The Milkmaid's song and The Lute Song, poems from "Queen Mary" by Alfred, Lord Tennyson
- To Carnations, poem by Robert Herrick
- Why so pale?, poem by Sir John Suckling

#### Obres diverses
- On Time, Choral Song for unaccompanied double choir, Op. 142 Poem by John Milton
- Magnificat in B flat major for unaccompanied double choir, Op. 164 (September 1918): dedicated to the memory of Parry
- Pater Noster (1874)
- 4 Part-Songs for SATB, Op. 47 (1892)
  - Soft, soft wind
  - Sing heigh ho
  - Airly Beacon
  - The Knight's tomb
- Six Elizabethan Pastorals for SATB, Op. 49
  - To his flocks
  - Corydon, Arise!
  - Diaphenia
  - Sweet love for me
  - Damon's Passion
  - Phoebe
- Six Elizabethan Pastorals for SATB (Second set), Op. 53
  - On a hill there grows a flower
  - Like Desert Woods
  - Praised be Diana
  - Cupid and Rosalind
  - O shady vales
  - The Shepherd Doron's jig
- Six Elizabethan Pastorals for SATB (Third set), Op. 67
  - A carol for Christmas
  - The Shepherd's anthem
  - Shall we go dance?
  - Love in prayers
  - Of disdainful Daphne
  - Love's fire
- Six Irish Folksongs for SATB, Op. 78
  - Oh! breathe not his name
  - What the bee is to the flow'ret
  - At the mid hour of night
  - The Sword of Erin
  - It is not the tear
  - Oh the sight entrancing
- 4 Part-Songs, for Male Voices TTBB, Op. 106
  - Autumn Leaves
  - Love's Folly
  - To his flocks
  - Fair Phyllis
- 4 Part-Songs, for SATB (also for SSAA) Op. 110
  - Valentine's Day
  - Dirge
  - The Fairies
  - Heraclitus
- 3 Part-Songs, for SATB Op. 111
  - A Lover's Ditty
  - The Praise of Spring
  - The Patient Lover
- 8 Part-Songs for SATB, Op. 119 (to poems by Mary Elizabeth Coleridge)
  - The Witch
  - Farewell, my joy
  - The Blue Bird
  - The Train
  - The Inkbottle
  - The Swallow
  - Chillingham
  - My heart in thine

### Música de cambra
La música de cambra de Stanford està sent redescoberta arran dels enregistraments discogràfics actuals, i les crítiques destaquen un treball sonor agradable i acollidor, construït en línies bastant clàssiques amb molts passatges d'una frescor expressiva i una mica poètica.
- String quartets
  - Núm. 1 in G major, Op. 44
  - Núm. 2 in A minor, Op. 45
  - Núm. 3 in D minor, Op. 64
  - Núm. 4 in G minor, Op. 99
  - Núm. 5 in B flat major, Op. 104
  - Núm. 6 in A minor, Op. 122
  - Núm. 7 in C minor, Op. 166
  - Núm. 8 in E minor, Op. 167
- Other works for string ensemble
  - String quintet Núm. 1 in F major, Op. 85 for two violins, two violas & cello
  - String quintet Núm. 2 in C minor, Op. 86
- Piano trios
  - Núm. 1 in E flat major, Op. 35
  - Núm. 2 in G minor, Op. 73
  - Núm. 3 in A "Per aspera ad astra", Op. 158
- Works for violin and piano
  - Sonata Núm. 1 in D major, Op. 11
  - Sonata Núm. 2 in A major, Op. 70
  - Sonata Núm. 3, Op. 165
  - Legend, WoO
  - Irish Fantasies, Op. 54
  - Five Characteristic Pieces, Op. 93
  - Six Irish Sketches, Op. 154
  - Six Easy Pieces, Op. 155
  - Five Bagatelles, Op. 183
- Other works for solo instrument and piano
  - Sonata Núm. 1 in A major for violoncello & piano, Op. 9
  - Sonata Núm. 2 in D minor for violoncello & piano, Op. 39
  - Three Intermezzi for clarinet & piano, Op. 13
  - Sonata for clarinet (or viola) & piano, Op. 129
- Other works for strings and piano
  - Piano quartet Núm. 1 in F major, Op. 15
  - Piano quartet Núm. 2, Op. 133
  - Piano quintet in D minor, Op. 25
- Serenade in F major for Nonet, Op. 95
- Fantasy Núm. 1 in G minor for clarinet & string quartet, WoO
- Fantasy Núm. 2 in F major for clarinet & string quartet, WoO
- Phantasy for horn & string quartet in A minor, WoO

### Obres per a piano sol
- Toccata in C Major, Op. 3
- Three 'Dante' Rhapsodies, Op. 92
- Six Characteristic Pieces, Op. 132
- 24 Preludes in all the keys, Set I, Op. 163
- Ballade, Op. 170
- 24 Preludes in all the keys, Set II, Op. 179

### Obres per a orgue
- Chorale Preludes
- Chorale Preludes, Op. 182
- Fantasia and Toccata, Op. 57
- Fantasie on Intercessor, Op. 187
- Four Intermezzi
- Idyl and Fantasia, Op. 121
- Intermezzo on Londonderry Air, Op. 189
- Prelude and Fugue in E minor
- Quasi una Fantasia
- Six Occasional Preludes, 2 books
- Six Preludes, Op. 88
- Six Short Preludes and Postludes, Op. 101
- Six Short Preludes and Postludes, Op. 105
  - On a theme of Orlando Gibbons Song 34: The Angels' Song
  - On a theme of Orlando Gibbons Song 22:
  - Lento
  - On a theme of Orlando Gibbons Song 24:
  - Trio
  - Allegro
- Sonata Núm. 1, Op. 149
- Sonata "Eroica" Núm. 2, Op. 151
- Sonata "Britannica" Núm. 3, Op. 152
- Sonata "Celtica" Núm. 4, Op. 153
- Sonata "Quasi Una Fantasia" Núm. 5, Op. 159
- Te Deum Laudamus Fantasy
- Three Preludes and Fugues, Op. 93
- Toccata and Fugue in D minor
- Fantasie and Fugue in D minor, Op. 103